# 城山 (宗像市・岡垣町)
城山（じょうやま）は、福岡県宗像市陵厳寺と遠賀郡岡垣町との境にある標高369.3メートルの山である。宗像四塚の一つであり、宗像地方では知られた山で、また九州でも有名な登山がしやすい山であるため、地元の小学校の遠足などにも利用されている。

## 概要
山頂に宗像氏の蔦ヶ嶽城があったことから城山と呼ばれているが、古くは赤馬山、宗像山、蔦ヶ嶽（つたがたけ）と呼ばれ、蔦ヶ嶽の名は宗像市内の小中学校の校歌の歌詞に残っている。山麓の陵厳寺にある蘿神社（つたじんじゃ）は蔦ヶ岳山頂にあったが、氏貞の大改修の際に遷宮されたと伝えられている。
現在の山頂には沖ノ島拝遥所、大きな石灯籠、登山名簿、廣田弘毅と林繁蔵の歌碑がある。また、山頂東にあった城山閣の扁額は廣田弘毅の揮毫だったと伝えられている。
城山は文化圏・都市圏、方言の境界だとされており、宗像市以西は福岡の文化圏（福岡都市圏）、岡垣町以東は北九州の文化圏（北九州都市圏）となるため、通勤客の流動も城山を境に変わる。ただし、宗像市も岡垣町も北九州・福岡の両都市圏に属している。

## 地理
旧宗像郡と遠賀郡の境にある。
登山口が三郎丸と赤間（福岡教育大学）側と岡垣側とある。
城山の湧水の味はとても美味しく、宗像一、はたまた日本一の名水と地元では評判である。地酒にも活用されている。
冬場は周辺に強い風が吹き、城山おろしとも呼ばれる。
ここを南限・北限とする植物が多いため生息種類が多く、この付近だけの亜種も見られる。

## 交通機関
- JR鹿児島本線 教育大前駅から登山口まで徒歩13分（1.1㎞）。
- 九州自動車道若宮インターチェンジから登山口まで約11㎞（もしくは古賀インターチェンジから16㎞）。

## 近隣の施設・名所
- 福岡教育大学
- 唐津街道 赤間宿